# أرتور باريوس
أرتور باريوس (بالإنجليزية: Arturo Barrios) (و. 1962  م) هو عداء مسافات طويلة، ومنافس ألعاب قوى من الولايات المتحدة، والمكسيك، ولد في مدينة مكسيكو، شارك في الألعاب الأولمبية الصيفية 1992، والألعاب الأولمبية الصيفية 1988.

## روابط خارجية
- أرتور باريوس على موقع الاتحاد الدولي لألعاب القوى (الإنجليزية)
- أرتور باريوس على موقع أوليمبيديا (الإنجليزية)